# John Sherrington

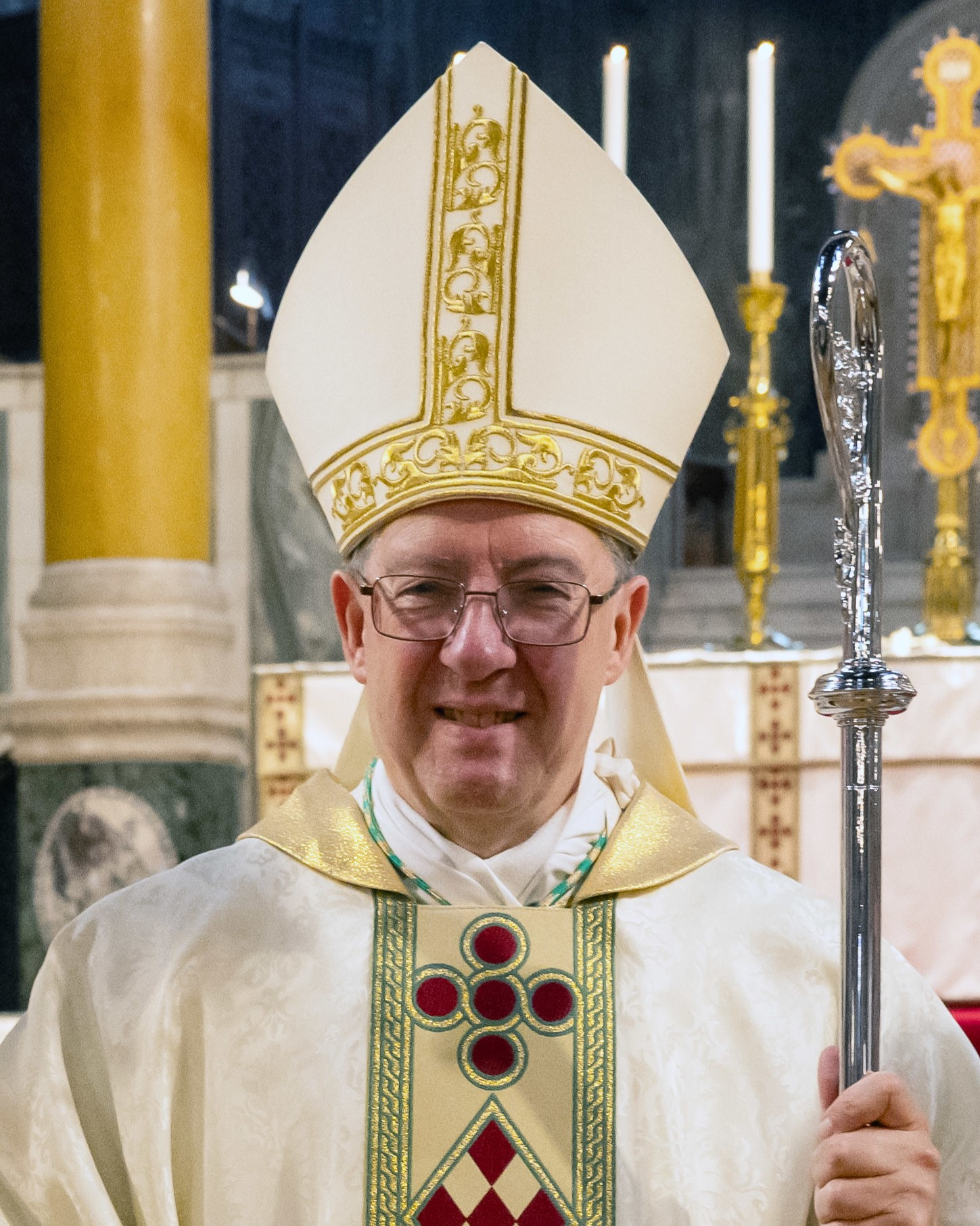
John Sherrington (2024)

Wappen von John Francis Sherrington als Erzbischof

John Francis Sherrington (* 5. Januar 1958 in Leicester) ist ein britischer römisch-katholischer Geistlicher und Erzbischof von Liverpool.

## Leben
John Sherrington erwarb zunächst am Queens’ College der University of Cambridge einen Mastergrad in Mathematik und war anschließend in London als Unternehmensberater tätig. Er trat in das Priesterseminar ein und studierte am All Hallows College in Dublin Theologie. Am 13. Juni 1987 empfing er das Sakrament der Priesterweihe für das Bistum Nottingham.
Nach einem Jahr in der Pfarrseelsorge und weiteren Studien erwarb er an der Päpstlichen Universität Gregoriana das Lizenziat in Moraltheologie. Von 1990 bis 1998 war er Professor für Moraltheologie am All Hallows College in Dublin und anschließend bis 2004 Professor und Studiendirektor am interdiözesanen Priesterseminar in Wonersh in Surrey. Von 2004 bis 2009 war er Pfarrer in Mickleover bei Derby und anschließend in Arnold.
Am 30. Juni 2011 ernannte ihn Papst Benedikt XVI. zum Titularbischof von Hilta und bestellte ihn zum Weihbischof in Westminster. Der Erzbischof von Westminster, Vincent Nichols, spendete ihm am 14. September desselben Jahres die Bischofsweihe; Mitkonsekratoren waren der emeritierte Erzbischof von Westminster, Cormac Kardinal Murphy-O’Connor, und der Bischof von Nottingham, Malcolm McMahon OP.
Als Weihbischof war er für die Seelsorgeregion Hertfordshire und später für die Seelsorge in der Region Nord-London verantwortlich. Er leitete den diözesanen Verwaltungs- und den Wirtschaftsrat. Außerdem war er Vorsitzender der Personal- und der Vermögenskommission sowie Moderator der Kurie.
In der Bischofskonferenz von England und Wales wurde er Mitglied der Abteilung für die soziale Gerechtigkeit, in der er für Moralfragen verantwortlich ist, und der Bildungsabteilung. Außerdem ist er Treuhänder des Treuhandfonds des Päpstlichen Beda-Kollegs in Rom sowie Mitglied der Aufsichtskommission für die Überseeseminare und das Päpstliche Englische Kolleg in Rom.
Am 5. April 2025 ernannte ihn Papst Franziskus zum Erzbischof von Liverpool. Die Amtseinführung fand am 27. Mai desselben Jahres statt.